# Venezuela en los Juegos Mundiales
Venezuela en los Juegos Mundiales está representada por el Comité Olímpico Venezolano. Ha participado en los Juegos Mundiales de 1985, 2009.
Los Juegos mundiales son organizados por la Asociación Internacional de los Juegos Mundiales bajo supervisión y patrocinio del Comité Olímpico Internacional.

## Medallero histórico[1]
| Evento           | Oro | Plata | Bronce | Total |
| ---------------- | --- | ----- | ------ | ----- |
| Santa Clara 1981 | 2   | 0     | 0      | 2     |
| Londres 1985     | 1   | 1     | 1      | 1     |
| Akita 2001       | 0   | 2     | 1      | 3     |
| Duisburgo 2005   | 1   | 1     | 2      | 4     |
| Kaohsiung 2009   | 1   | 0     | 2      | 3     |
| Cali 2013        | 1   | 4     | 3      | 8     |
| Total            | 6   | 8     | 9      | 23    |

## Delegaciones
Venezuela, ha participado en los Juegos Mundiales desde 1985, tan sólo se obtiene referencias de los Juegos Mundiales Kaohsiung celebrado en 2009:
| Participaciones | País           | Disciplinas | Tamaño delegación | Tamaño delegación | Tamaño delegación | Abanderado | Abanderado |             |         |         |  |  |
| --------------- | -------------- | ----------- | ----------------- | ----------------- | ----------------- | ---------- | ---------- | ----------- | ------- | ------- |  |  |
| Participaciones | País           | Disciplinas |                   |                   |                   | Abanderado | Abanderado | Deportistas | Hombres | Mujeres |  |  |
| 1               | Kaohsiung 2009 | 9 deportes  | 18                | 11                | 7                 | ...        | ...        |             |         |         |  |  |

### Medallistas mundiales
Los deportistas/medallistas venezolanos que han conquistado una medalla en las competiciones deportivas realizadas en Juegos Mundiales son:
| Clasificación del País | Deportista              | Disciplina            | Edición de los Juegos |   |   |   | Total |
| 1                      | Jean Carlos Peña        | Karate                | Kaohsiung 2009        | 1 | 0 | 0 | 1     |
| 2                      | Antonio Díaz (karateka) | Karate                | Kaohsiung 2009        | 0 | 0 | 1 | 1     |
| 3                      | Daniel Álvarez Riviera  | Patinaje de velocidad | Kaohsiung 2009        | 0 | 0 | 1 | 1     |